# اصطلک (قزوین)
اصطلک، روستایی از توابع بخش کوهین شهرستان قزوین در استان قزوین ایران است.

## جمعیت
این روستا در دهستان ایلات قاقازان غربی قرار دارد و براساس سرشماری مرکز آمار ایران در سال ۱۳۹۰، جمعیت آن ۵۶ نفر (۱۹ خانوار) بوده‌است.